# Hollie Avil
Hollie May Avil (* 12. April 1990 in Northampton) ist eine ehemalige britische Triathletin.

## Werdegang
Hollie Avil wurde 2007 Junioren-Europa- und Weltmeisterin.
2008 startete sie bei den Olympischen Spielen in Peking, konnte das Rennen aber nicht beenden. Im selben Jahr wurde sie als „British Olympic Association Triathlete of the Year“ ausgezeichnet.
Im September 2009 wurde Hollie Avil in Australien U23-Weltmeisterin Triathlon. Sie wurde trainiert von Michelle Dillon und Ben Bright.
Im Mai 2012 erklärte die damals 22-Jährige ihre aktive Karriere für beendet, nachdem sie mit Essstörungen gekämpft hatte.

## Sportliche Erfolge
| Datum/Jahr    | Rang | Wettbewerb                                       | Austragungsort | Zeit     | Bemerkung                                                                                              |
| ------------- | ---- | ------------------------------------------------ | -------------- | -------- | --- |
| 24. Juni 2011 | 12   | ETU Triathlon European Championships             | Pontevedra     | 02:07:05 | Europameisterschaft auf der olympischen Kurzdistanz; zweitbeste Britin hinter Jodie Stimpson (Rang 10) |
| 12. Sep. 2009 | 1    | ITU Triathlon World Championship U23             | Gold Coast     | 01:56:38 | Triathlon-Weltmeisterin U23 (1,5 km Schwimmen, 40 km Radfahren und 10 km Laufen)                       |
| 18. Aug. 2008 | DNF  | Olympische Spiele 2008                           | Peking         | –        | |
| 31. Aug. 2007 | 1    | ITU Triathlon World Championship Junior Women    | Hamburg        | 00:59:43 | Junioren-Weltmeisterin                                                                                 |
| 29. Juni 2007 | 1    | ETU Triathlon European Championship Junior Women | Kopenhagen     | 01:01:07 | Sieg und Junioren-Europameisterin                                                                      |

(DNF – Did Not Finish)